# Osvobozené divadlo neznámé
Osvobozené divadlo neznámé je soubor třiceti dosud nepublikovaných textů Jiřího Voskovce a Jana Wericha z let 1933 až 1938. Editor Jaromír Pelc je připravil k vydání z autorských rukopisů (AR) a ze záznamů jevištních improvizací (příp. stenogramů), které byly pořízeny v Osvobozeném divadle při některých reprízách her. Přihlížel i k hlášením policejních úředníků o „závadných odchylkách od klauzurovaného znění“ her, která se dochovala v archivech.
Konvolut obsahuje texty některých předscén (forbín) pokládaných za ztracené, příležitostných (zejména silvestrovských) skečů, neznámých písní a také náčrty sedmi nerealizovaných her V+W z uvedeného období. Edice tvořila třetí část knihy Jaromíra Pelce Osvobozené divadlo. Ta byla na podzim 1990 před dokončením výroby skartována, když spoludědička autorských práv Christine McKeown-Voskovec odvolala svůj původní souhlas s vydáním.

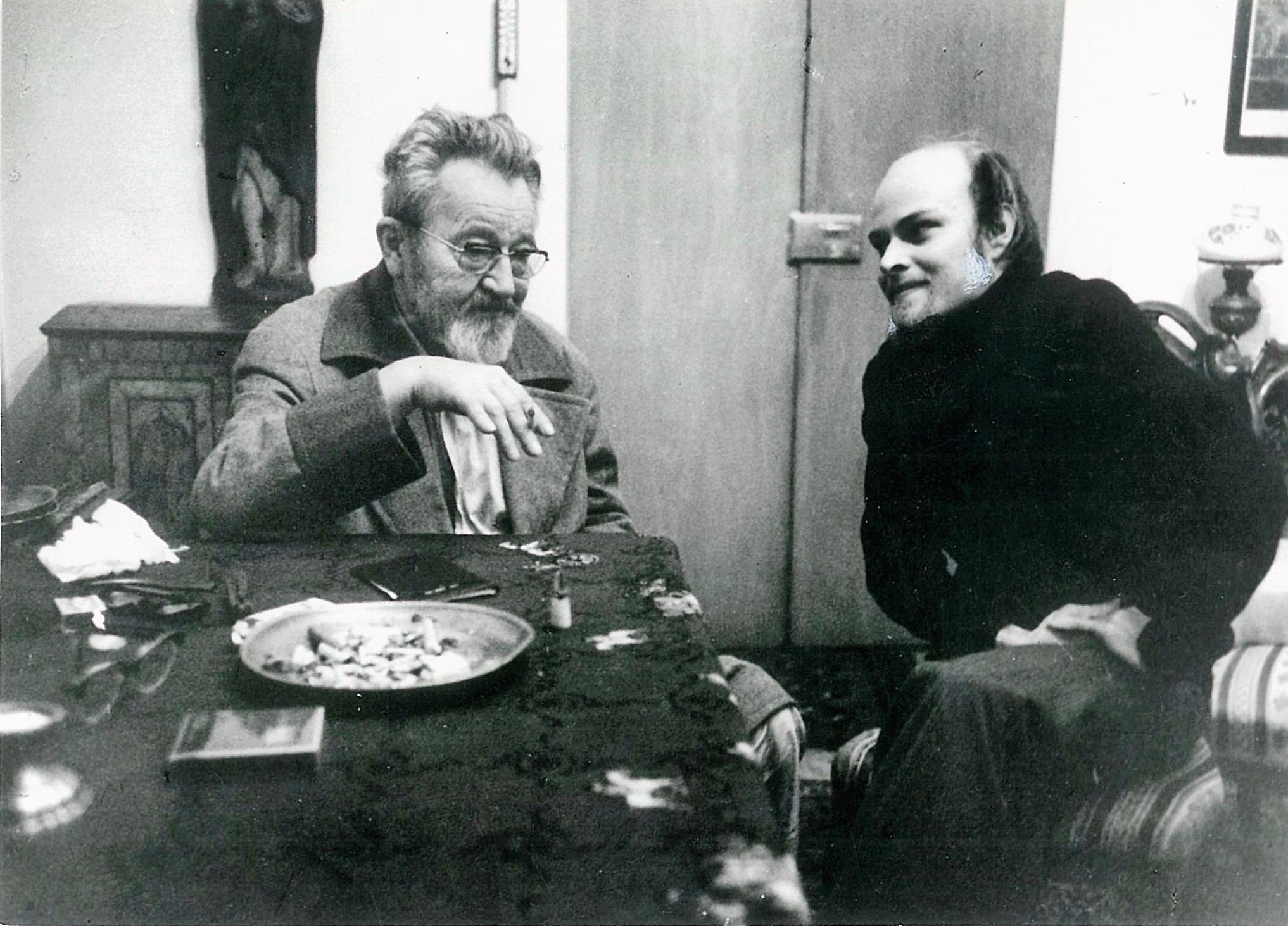
Jan Werich a editor svazku Osvobozené divadlo neznámé Jaromír Pelc na Kampě v roce 1977

## Obsah
- Spravedlnost je slepá (improvizačně rozvinutý 5. obraz hry Osel a stín, záznamy z 14. 11. 1933 a 27. 4. 1934), s. 341–353.
- Bůh suď! (předscéna ze hry Osel a stín, záznam z 13. 11. 1933); „služební hlášení“ policejního komisaře Vladimíra Baziky z 10. 11. 1933, s. 354–360.
- Rozkošná společnost, Znáte pana Jansena?, To je noc! (silvestrovské skeče z r. 1933, AR), s. 361–377.
- Sanatorium doktora Hormona (silvestrovský skeč z r. 1933 s Vlastou Burianem, AR), s. 378–387.
- Národní katastrofa (improvizačně rozvinutý 1. obraz hry Kat a blázen, záznam z konce listopadu 1934), s. 388–396.
- Mravoučná přísloví (předscéna ze hry Kat a blázen, záznam z počátku listopadu 1934), s. 397–401.
- Nesem vám noviny, Výstup Hašlerův, Píseň o tisku (z první verze hry Vždy s úsměvem z prosince 1934, AR), s. 402–417.
- Literatura se dělí na pravou a levou (6. obraz hry Vždy s úsměvem, první verze z prosince 1934, AR), s. 418–427.
- Konec starého roku (silvestrovský skeč z r. 1934, AR), s. 428–432.
- Labyrint světa a ráj srdce (náčrt nerealizované hry z r. 1935, AR), s. 433–437.
- O divadelním kouzelnictví a o Villonovi, Od premiéry do sté reprízy (přednášky pro rozhlas z r. 1936, AR), s. 438–452.
- Dýchněte na mne! (předscéna ze hry Rub a líc, nedatovaný záznam z r. 1936), s. 453–456.
- Panorama 1927–1937 (skeče a předscény z retrospektivní revue k jubileu Osvobozeného divadla, AR), s. 457–464.
- Hlava proti Mihuli (píseň Prodáváme hřebíky, náčrty nerealizovaných her z r. 1938 Krokodýl, Bludný Holanďan jede dál, Čí je nebožtík?, Husitské téma, 200 či 60 rodin, Bílá a černá slepice AR), s. 465–480.